# Annika Nordström
Britta Annika Nordström, född 10 november 1954 i Göteborgs Kristine församling, är en svensk etnolog och visforskare. Hon är bosatt på Tjörn i Bohuslän.
Nordström, som har ett förflutet i visgruppen Andra bullar, och som musikkonsulent vid Musik i Väst, blev filosofie doktor i etnologi vid Göteborgs universitet 2002 på avhandlingen Syskonen Svensson - sångerna och livet: en folklig repertoar i 1900-talets Göteborg. Hon har varit chef för Dialekt-, ortnamns- och  folkminnesarkivet i Göteborg och invaldes som ledamot av Svenska visakademien 2010.
Nordström är korresponderande ledamot av Kungliga Gustav Adolfs Akademien för svensk folkkultur.

## Övriga skrifter i urval
- Det hände sig i Göteborg : visor från stan (1980)
- "-har du bara takten, så blir det bra!": Åke Konradsson, en spelman från Lilla Kornö i Bohuslän (1985)
- I folkets stugor och herrskapets salonger: visor, musik och dans i Bohuslän (1986)
- "Löständer upphittade" eller "Allt går sin gilla gång här i Halsbäck": en samling vardagliga betraktelser från nordvästra Tjörn (1997)